# GW170814

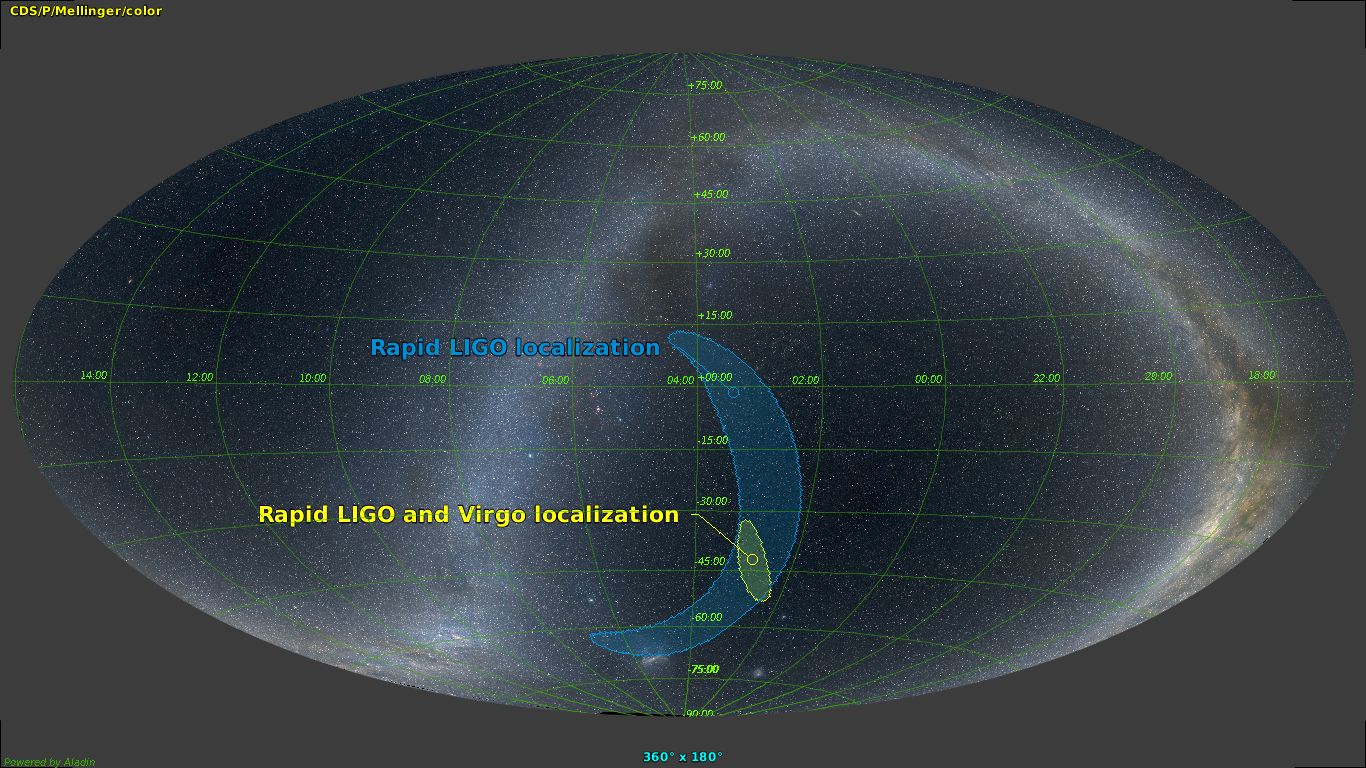
Geschätzte Lokalisierung der Gravitationswelle

GW170814 war ein Gravitationswellensignal von zwei kollidierenden schwarzen Löchern.
Das Wellensignal wurde am 14. August 2017 von drei LIGO- und Virgo-Detektoren registriert. Am 27. September 2017 wurde dies von den beiden Observatorien veröffentlicht. Es war das vierte bestätigte Gravitationswellensignal nach GW150914, GW151226 und GW170104 und das erste Signal, das von den beiden Observatorien gleichzeitig entdeckt wurde. Dies war drei Tage vor dem GW170817-Signal.